# Kotlina Rabczańska
Kotlina Rabczańska – region geograficzny położny w Beskidach Zachodnich, stanowiący śródgórskie obniżenie pomiędzy Beskidem Makowskim, Beskidem Wyspowym, Gorcami i Beskidem Orawsko-Podhalańskim. W podziale fizycznogeograficznym Polski autorstwa Jerzego Kondrackiego region miał status mezoregionu z indeksem 513.50. Według wieloautorskiej aktualizacji tego podziału z 2018 roku Kotlina Rabczańska ma rangę mikroregionu w obrębie mezoregionu Pogórza Orawsko-Jordanowskiego.
Jest to niewielki region o obszarze rozciągającym się z zachodu na wschód na ok. 10 km i z południa na północ na ok. 9 km. Panuje tu krajobraz falistej kotliny na wysokości 500–600 m n.p.m. Występuje kilka ostańcowych wzniesień typu wyspowego, jak Grzebień (677 m), Zbójecka Góra (644 m) czy Bania (607 m). Przebiega tędy dział wodny między Skawą i Rabą, które zbliżają się do siebie na odległość 1,5 km. Środowisko naturalne zostało znacznie przekształcone w wyniku działalności człowieka.
W Kotlinie Rabczańskiej krzyżują się ważne drogi samochodowe z Krakowa do Zakopanego i Chyżnego, oraz z Nowego Sącza do Suchej Beskidzkiej, biegnie tutaj także linia kolejowa Kraków–Zakopane. Stosunkowo równinny teren powoduje, że region jest dość gęsto zaludniony. Największe miasto to Rabka-Zdrój, inne ważniejsze miejscowości to: Jordanów, Skomielna Biała, Skawa, Spytkowice.